# ام‌اس‌سی دانیلا
ام‌اس‌سی دانیلا (به انگلیسی: MSC Daniela) یک کشتی است که طول آن 366,00 m می‌باشد. این کشتی در سال ۲۰۰۸ ساخته شد.